# Stadtsparkasse Wermelskirchen
Die Stadtsparkasse Wermelskirchen ist eine öffentlich-rechtliche Sparkasse mit Sitz in Wermelskirchen in Nordrhein-Westfalen. Ihr Geschäftsgebiet ist die Stadt Wermelskirchen.

## Organisationsstruktur
Die Stadtsparkasse Wermelskirchen ist eine Anstalt des öffentlichen Rechts. Rechtsgrundlagen sind das Sparkassengesetz für Nordrhein-Westfalen und die durch den Träger der Sparkasse (Stadt Wermelskirchen) erlassene Satzung. Organe der Sparkasse sind der Vorstand und der Verwaltungsrat.

## Geschäftsausrichtung
Die Stadtsparkasse Wermelskirchen betreibt das Universalbankgeschäft. Sie ist Marktführer in Wermelskirchen im Privat- und Firmenkundengeschäft. Im Verbundgeschäft arbeitet die Stadtsparkasse Wermelskirchen mit der Provinzial Rheinland Versicherung, der LBS, der DekaBank, der Helaba, der S-Kreditpartner und der Deutsche Leasing zusammen. Die Stadtsparkasse Wermelskirchen wies im Geschäftsjahr 2024 eine Bilanzsumme von 797,75 Mio. Euro aus und verfügte über Kundeneinlagen von 592,83 Mio. Euro. Gemäß der Sparkassenrangliste 2024 liegt sie nach Bilanzsumme auf Rang 326. Sie unterhält 3 Filialen/Selbstbedienungsstandorte und beschäftigt 112 Mitarbeiter.
Die Sparkasse bildet jährlich bis zu sechs Auszubildende im Beruf des Bankkaufmanns aus.
Das soziale Engagement der Sparkasse übernimmt die „Bürgerstiftung der Stadtsparkasse Wermelskirchen“. Sie wurde 1992 gegründet und ist in der Förderung von Projekten in den Bereichen Soziales, Sport, Kultur, der Heimat- und Denkmalpflege, dem Tier- und Umweltschutz engagiert. Seit ihrer Gründung wurden 221 Projekte mit über 1,2 Millionen Euro gefördert.

## Geschichte

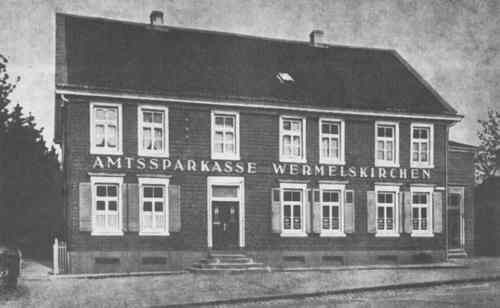
Die Hauptstelle von 1893 bis 1953

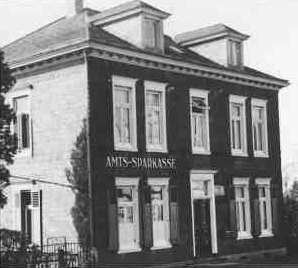
Amtssparkasse Dabringhausen

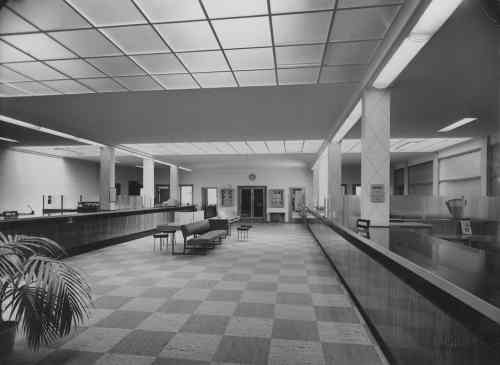
Schalterhalle der Hauptstelle (vermutlich 1958)

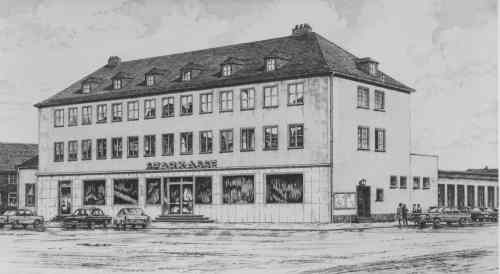
Die neue Hauptstelle 1953

Auf Betreiben des Bürgermeisters Wilhelm August Wiel wurde am 17. März 1877 in Wermelskirchen eine städtische Sparkasse gegründet. Die ersten Vorstandsmitglieder arbeiteten ehrenamtlich. Ein Teil der ersten Überschüsse wurde dem „Städtischen Forst- und Kulturfonds“ zur Verfügung gestellt, der größere Teil jedoch in einem Reservefonds angelegt.
Im Ergebnis des allgemeinen Wirtschaftsaufschwungs im Kaiserreich konnte die Sparkasse 1886 zwei Millionen Mark Spareinlagen verbuchen. Das Geld wurde in der regionalen Wirtschaft angelegt. Damit wurde die Sparkasse das wichtigste Finanzinstitut im Kreis Lennep.
Das 25-jährige Jubiläum wurde am 17. März 1902 in einem kleinen Kreis von 15 Personen gefeiert.
Bis in den Ersten Weltkrieg expandierten die Geschäfte der Sparkasse, dann erlitten sie im Zuge der Hyperinflation in Deutschland einen Rückschlag. Die Sparkasse beschäftigte damals 16 Beamte, Angestellte und Hilfskräfte. Dazu kamen 23 Erwerbslose, die halfen, die tägliche Papiergeldflut zu bearbeiten. Bis in die Nachtstunden wurden Geldscheine geprüft, geordnet, registriert, gebündelt und bei der Reichsbank abgeliefert. Schließlich setzte der Vorstand dem Papierchaos ein Ende und verkaufte das Geld zentnerweise als Altpapier.
Mit dem Ende der Inflation 1923 waren alle Einlagen, Kapitalien und Wertpapierbestände nahezu wertlos. Der über Jahrzehnte angesammelte Reservefonds war vernichtet. Der Gesamtverlust lag bei 59 Millionen Mark. Aufgrund des Aufwertungsgesetzes vom 16. Juli 1925 wurden 18.000 Konten auf den neuen Goldstandard umgerechnet.
Mit dem Börsen-Crash von 1929 kam die Sparkasse erneut in Schwierigkeiten. Nachdem am 13. Juli 1931 in Darmstadt die erste Bank schließen musste, entschied die Sparkasse zunächst, je Konto nur 300 Mark auszuzahlen, und appellierte an die Vernunft der Sparer – mit einem gewissen Erfolg: Ende 1931 hatte sie einen höheren Einlagenbestand als im Vorjahr. Mit Kriegsbeginn 1939 stiegen die Spareinlagen der neuen „Amtssparkasse Wermelskirchen“ deutlich.
1928 wurden die beiden Wermelskirchener Nachbargemeinden Dabringhausen und Dhünn zum Amt Dabringhausen verbunden. Die Finanzdienstleistungen erbrachte die Amtssparkasse Dabringhausen. 1938 wurde sie mit der Städtischen Sparkasse Wermelskirchen vereint und brachte dabei über eine Million Mark ein. Offiziell besiegelt wurde der Zusammenschluss 1939.
Mit der Währungsreform 1948 waren die Sparkassen wieder in das internationale Sparkassenwesen integriert.
Zwischen 1950 und 1960 stiegen die Spareinlagen von 4 auf 34 Mio. DM und verdoppelten sich bis 1965 noch einmal. Die Geschäftsstellen in Tente (1963), in der Berliner Straße (1971), in Pohlhausen (1977) und im Rathaus (1982) entstanden.
Ab Mitte der 70er Jahre löste die elektronische Datenverarbeitung die zuvor verwendeten Anker- und Burroughs-Buchungsmaschinen mit Datenterminals und Lochkartenlesern ab. 1984 wurde der erste PC installiert, 1992 folgte das erste Netzwerk.
1991/92 bekam die Hauptstelle einen Erweiterungsbau. 2002 wurde das 125-jährige Jubiläum gefeiert. Das Unternehmen hatte zu diesem Zeitpunkt rund 160 Mitarbeiter an 7 Standorten.